# Monroe Systems for Business
Monroe Systems for Business è una azienda produttrice di calcolatrici elettriche, stampanti e accessori per ufficio, come distruggi documenti, per clienti aziendali. Originariamente conosciuta come Monroe Calculating Machine Company, è stata fondata nel 1912 da Jay Randolph Monroe come produttrice di calcolatrici meccaniche e calcolatori sulla base di una macchina progettata da Frank Stephen Baldwin. In seguito fu conosciuta come Monroe THE Calculator Company e Monroe Division of Litton Industries.

## Storia

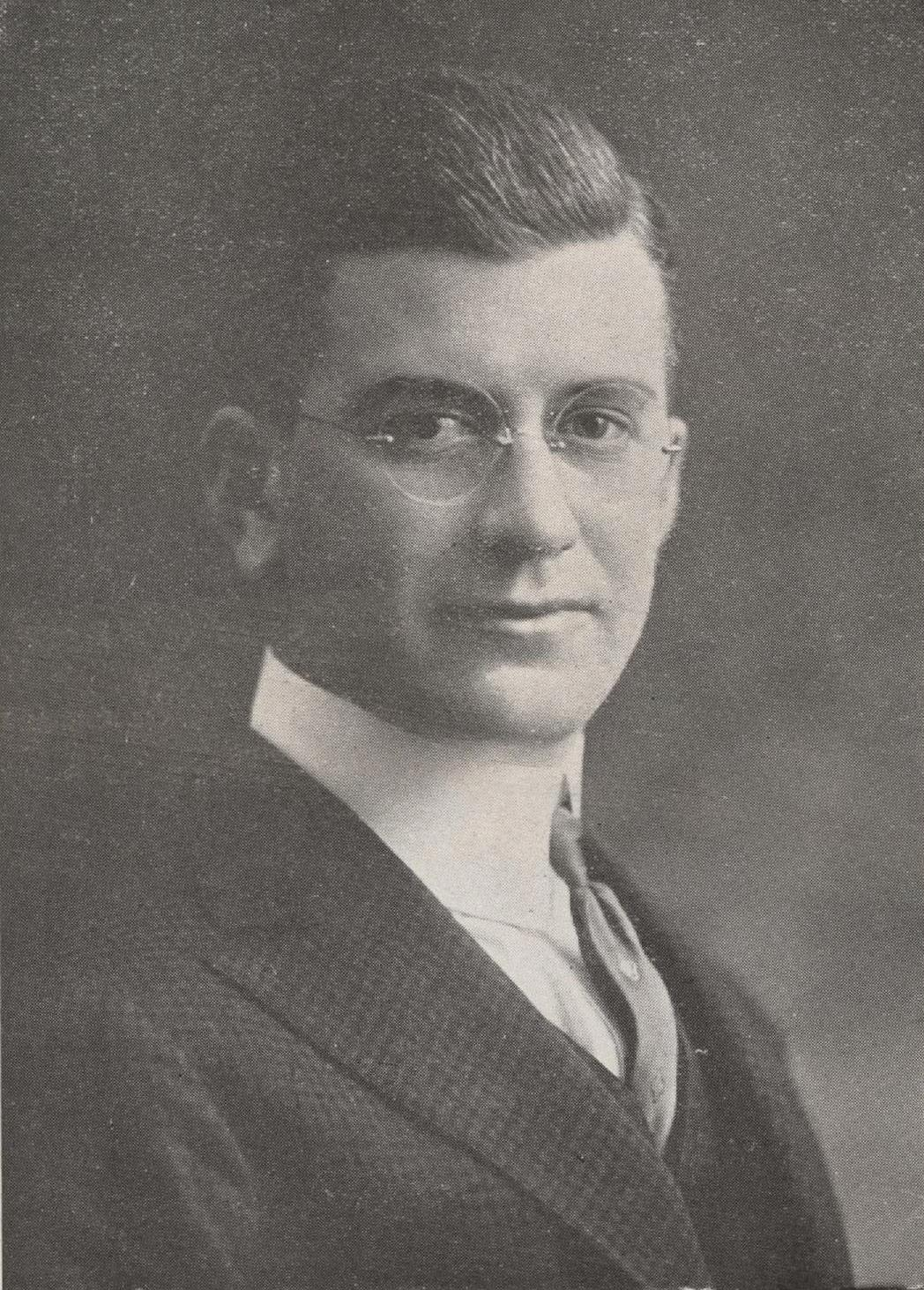
Ritratto di Jay Randolph Monroe

Nel 1911, Jay Randolph Monroe vide per la prima volta il Calcolatore Baldwin, inventato da Frank Stephen Baldwin. Sebbene la macchina del signor Baldwin fosse stata brevettata nel 1874 e fosse stata giudicata dal Franklin Institute come l'invenzione più degna di nota di quell'anno vincendo la John Scott Medal, non era stata sviluppata per uso commerciale. Il signor Monroe riconobbe i pregi del calcolatore di Baldwin e nell'aprile 1912 organizzò la Monroe Calculating Machine Company e in una piccola stanza in affitto vicino a Newark, nel New Jersey, iniziò la produzione del primo Calcolatore meccanico Monroe.
L'anno successivo l'azienda si trasferì a Orange, New Jersey. Il personale della fabbrica era composto da soli nove uomini e l'intera attrezzatura pesante della fabbrica erano un tornio e due piccole presse. Anche con questi scarsi strumenti, le tolleranze furono mantenute entro i centesimi di millimetro per assicurare la precisione delle prestazioni nel prodotto finito. La prima Monroe fu offerta al mondo degli affari nel 1914.
Nel 1932, l'azienda ricevette la John Price Wetherill Medal del Franklin Institute.
Per molti anni, Monroe ha avuto sede a Orange, New Jersey e Morris Plains, New Jersey, con i suoi stabilimenti di produzione in New Jersey, Bristol, Virginia e Amsterdam. Nel 1958, l'azienda fu acquisita da Litton Industries. Litton la vendette nel 1984. A metà degli anni '80, l'azienda si è diversificata e ha iniziato a vendere col proprio marchio una linea di fotocopiatrici (prodotte da Mita Corp.) e distruggi documenti a taglio incrociato, ma questi articoli sono stati dismessi.
Negli anni '70 e '80, l'azienda aveva circa 300 filiali di vendita e assistenza negli Stati Uniti. Nel 1972, Monroe ha annunciato una calcolatrice tascabile con display elettronico a $269. Quando i calcolatori elettronici giapponesi a basso costo sono diventati facilmente disponibili attraverso la distribuzione al dettaglio, le aziende di calcolatori meccanici come Monroe, Friden e Marchant hanno perso mercato, come pure quando hanno introdotto i Calcolatori programmabili.
Nel 1980, il nome dell'azienda è stato cambiato in "Monroe Systems for Business". Questo cambio di nome doveva riflettere la diversificazione da un'azienda di soli calcolatori a una che rispondeva alle esigenze più ampie dell'ufficio. Durante questo periodo, Monroe introdusse macchine per la contabilità, macchine per la contabilità con schede a banda magnetica, calcolatrici programmabili, computer, fotocopiatrici, fax e distruggi documenti.
Dal 2016, Monroe Systems for Business è di proprietà di Arlington Industries.  Bill Ault è il direttore operativo.
Nel 2019, Monroe ha acquisito Typewriters.com, un fornitore di macchine da scrivere. Ha anche iniziato a vendere prodotti per la contabilità.  Sempre nel 2019, Monroe è diventata un partner nella rete di consegna tramite armadi automatici di Amazon.

## Prodotti

### Calcolatrici meccaniche ed elettromeccaniche

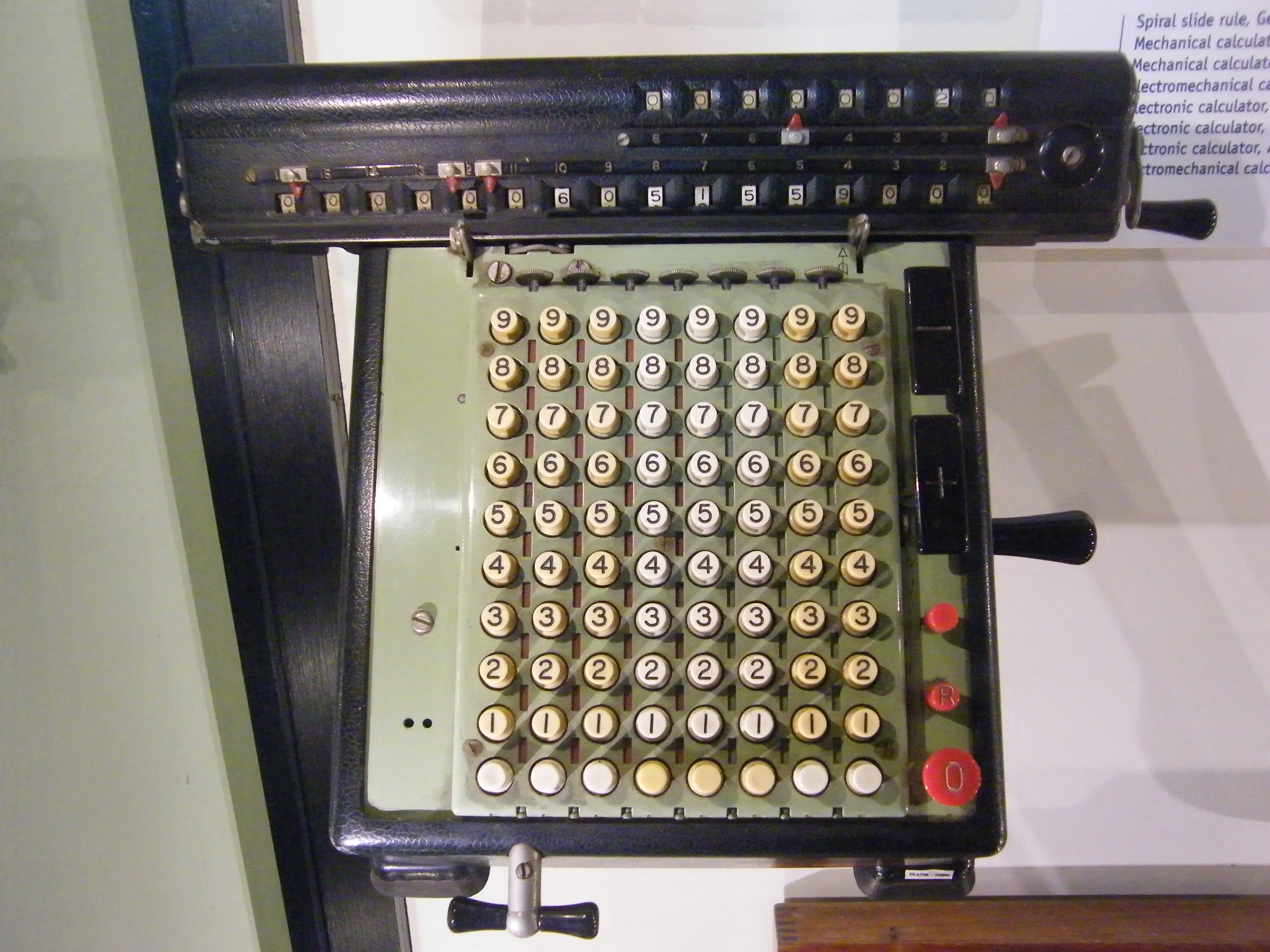
Monroe L-160

I primi modelli di calcolatrice erano identificati da lettere. Dei modelli identificati dalle lettere "A", "B" e "C" si è persa traccia, essendo le prove iniziali finalizzate alla costruzione del primo prototipo. Il modello "D" iniziò la produzione nel 1915 con numeri di serie inferiori a 4.000. Il modello "E" iniziò la produzione nel 1916 con numeri di serie che iniziano da 4.000. Il modello "F" è stato introdotto nel 1917 con numeri di serie superiori a 6.000. Il modello "G" è stata la prima macchina dallo stile raffinato ed è stata introdotta nel 1919 con numeri di serie superiori a 20.000. La "H" e la "I" non sono mai state rilasciate per la produzione. La "K" fu l'inizio di grandi miglioramenti per la Monroe Company. La macchina manuale "K", introdotta nel 1921, fu seguita dalle macchine KA, KAS, KAA, KASC, KASE, ecc., ognuna sempre più automatizzata della precedente. Il modello "L" è stato prodotto dal gennaio 1929 al febbraio 1971. Il modello "M" ha ulteriormente perfezionato la "L".
- Modelli elettromeccanici; modelli di display per calcolatrice rotativa e modelli di stampa

Il modello 145 è stato l'ultimo modello di calcolatrice prodotto.
Il modello 570 è stato l'ultimo modello di calcolatrice elettromeccanica a quattro funzioni prodotto.

### Calcolatrici elettroniche

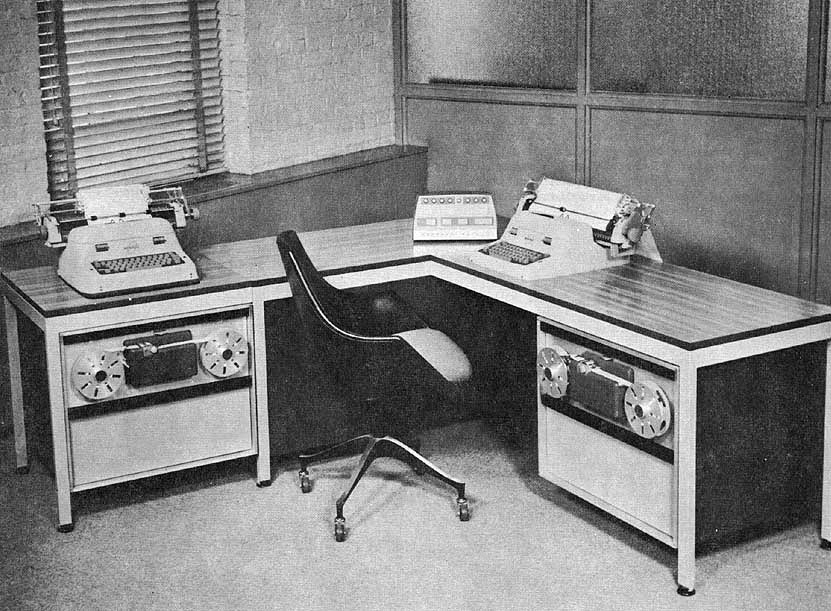
Monrobot XI

- Modelli di calcolatrice elettronica:
  - Solo visualizzazione visiva
    - Serie 400 e 600

  - Nastro di carta e display visivo
    - Serie 1300 e 1400
- Modelli programmabili:
  - Le calcolatrici serie 1600 e 1800, di OEM Compucorp, hanno gareggiato con le simili calcolatrici da tavolo di Wang Laboratories.
  - Macchina per fatturazione modello 200 per contabilità.
  - Monrobot III - computer per uso generale, debutto pubblico nel 1952 durante la trasmissione televisiva dei risultati delle elezioni nazionali sulla rete NBC.[12][13]
  - Monrobot V - portatile per uso generale utilizzato dai militari per il rilevamento e la creazione di mappe, 1955[14][15][16]
  - Monroe Calculating Machine Mark XI (o "Monrobot XI") era un computer economico, relativamente lento e ad uso generale, introdotto nel 1960

A partire dal 2019, Monroe Systems for Business vende calcolatrici da ufficio per uso intensivi e portatili.

## Approfondimenti
- New York Times; 2 dicembre 1964, mercoledì; La divisione Litton Industries di The Monroe International ha presentato ieri una calcolatrice elettronica da tavolo che spera possa colmare il divario di mercato tra le calcolatrici e i computer.
- New York Times; 17 agosto 1969, domenica; Piccola calcolatrice in produzione. La divisione Monroe di Litton Industries, Inc., ha iniziato la produzione di quella che descrive come la più piccola calcolatrice da tavolo a tubo catodico al mondo. Donald A. McMahon, presidente, ha affermato che la nuova unità, che pesa circa 6kg e misura 28 centimetri di larghezza per 43 centimetri di profondità, è realizzata interamente in questo paese senza parti provenienti da paesi stranieri.